# Acmella ramosa
Acmella ramosa là một loài thực vật có hoa trong họ Cúc. Loài này được (Hemsl.) R.K.Jansen mô tả khoa học đầu tiên năm 1985.